# Лишневский, Александр Львович
Алекса́ндр Льво́вич Лишне́вский (11 ноября 1868, Херсон — 6 февраля 1942, Ярославль) — русский и советский архитектор, представитель модерна и неоклассицизма. Автор многочисленных построек в Санкт-Петербурге.

## Биография
Александр Львович (Хацкель Меерович) Лишневский родился 11 ноября 1868 года в Херсоне в еврейской семье. Отец — херсонский мещанин Меер-Лейб Беркович Лишневский (24 июля 1837, Херсон — 1 ноября 1916, Одесса), мать — Хая Шулимовна (Клара Семёновна) Лишневская (1837—?). 
Окончил Одесскую рисовальную школу в 1888 году и в том же году поступил в Академию художеств. Окончил курс в 1892 году. За время учёбы не раз был отмечен наградами: малая серебряная медаль (1891 г.), большая серебряная (1892), малая золотая медаль за программу: «Гостиница для приезжающих в столицу» (1893); 4 ноября 1894 года получил звание классного художника 1-й степени. Около 1894 года принял православие.
С 1895 по 1901 год работал городским архитектором в Елисаветграде (ныне Кропивницкий). С 1901 года — в Санкт-Петербурге. Впоследствии — крупный петербургский архитектор. Автор многочисленных построек и конкурсных проектов.
После революции строил оборонительные сооружения под Петроградом, завершил строительство больницы имени Петра Великого (Мечниковская больница) (Пискарёвский проспект, 47).
В советское время активно участвовал в жилищном и школьном строительстве в Ленинграде (Невский проспект, 141, Проспект Обуховской Обороны, 19 и другие). С 1930 года руководил мастерской Ленпроекта. Член правления Ленинградского отделения Союза Архитекторов.
Умер в эвакуации из блокадного Ленинграда в больнице Ярославля 6 февраля 1942 года.

## Семья
Жена — Сара Абрамовна (Софья Адольфовна) Лишневская (урождённая Варшавская, 1871—1936). Дети:
Борис Александрович Лишневский (1893—1955); Вера Александровна Пронина (в первом браке Кашницкая, 1894—1929), учительница, в 1914—1923 годах жена создателя «Бродячей собаки» и «Привала комедиантов» Бориса Пронина; Надежда Александровна Турковская (1895—1981), была замужем за художником, архитектором и искусствоведом Сергеем Яковлевичем Турковским (1882—1960); Любовь Александровна Лишневская (1897—1987), Глеб Александрович Лишневский (1900—1972), журналист; Лидия Александровна Бегун (1907—1996).

## Проекты

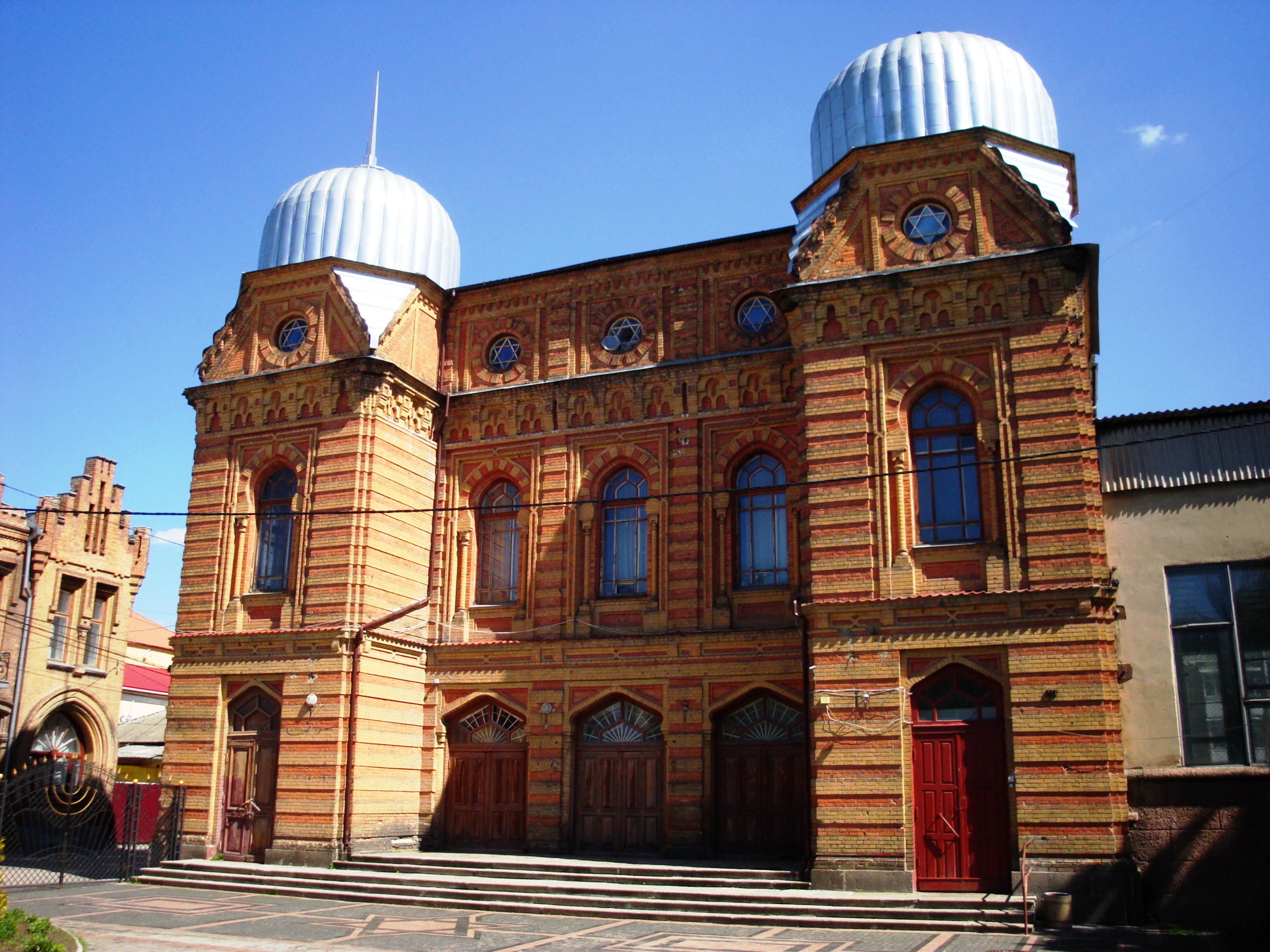
Большая хоральная синагога (Кропивницкий)

### В Елисаветграде
- Дом Заславского
- Дом Барского
- Большая синагога[11]
- Бывшее Пушкинское училище
- Женская гимназия

### В Санкт-Петербурге

#### Дореволюционный период (Санкт-Петербург — Петроград)

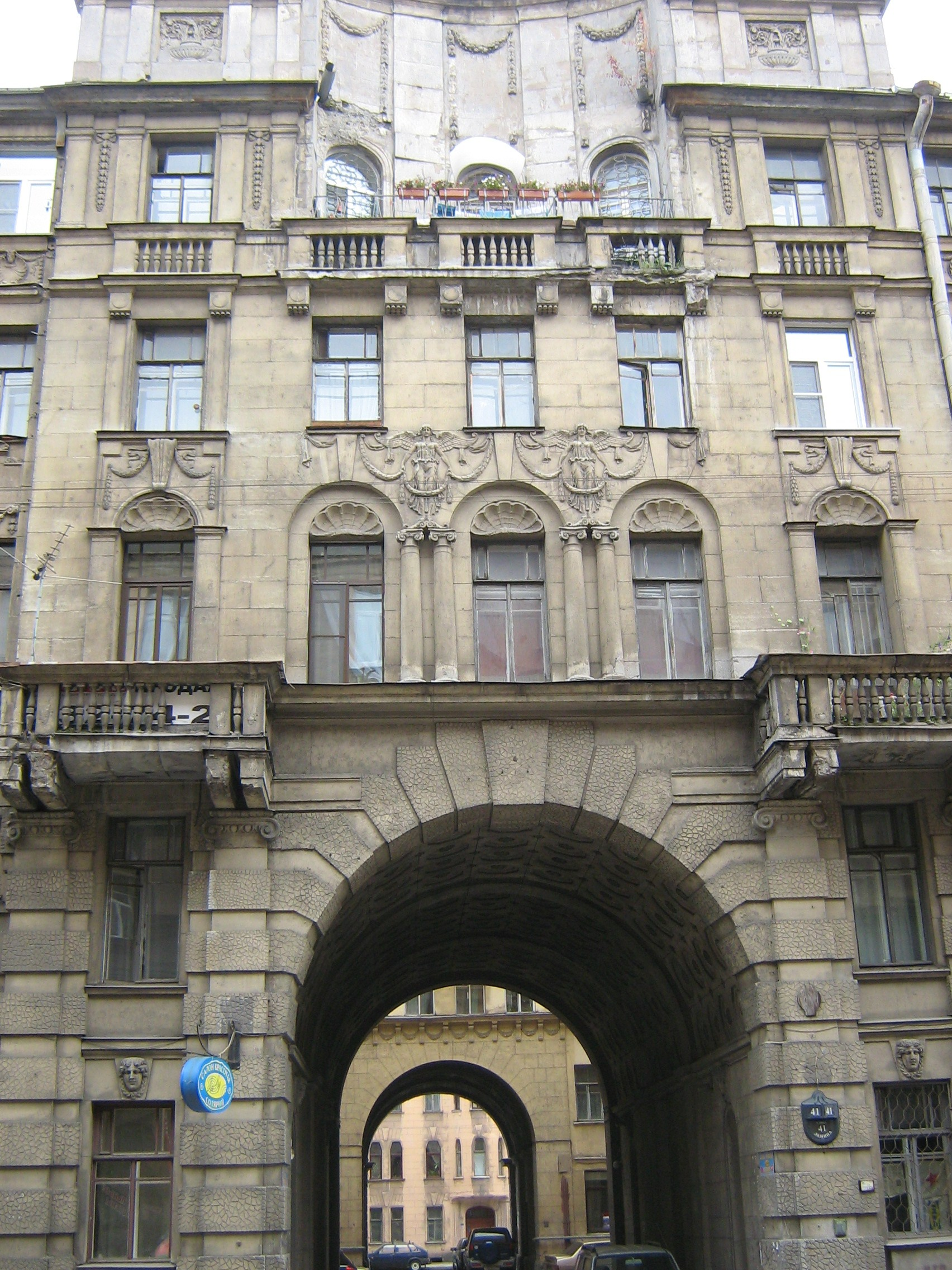
Дом Лишневского на Широкой (Ленина) ул., 41

- Садовая ул., д.№ 55 — 57 / Вознесенский проспект, д.№ 40 — 42 — Дом городских учреждений. 1904—1906.
- Лиговский проспект, д.№ 125 / Рязанский переулок, д.№ 2 — доходный дом Э. Л. Петерсона. 1906. Включен существовавший дом.
- Улица Ленина, д.№ 32 / Малый проспект Петроградской стороны, д.№ 66 — доходный дом И. Ф. Алюшинского. 1907—1908. При участии П. П. Светлицкого.
- Прядильный переулок, д.№ 5 / Люблинский переулок, д.№ 2 — доходный дом. 1908.
- 8-я Советская улица, д.№ 44 — доходный дом. 1908.
- Лахтинская улица, д.№ 24 — доходный дом А. Л. Лишневского. (т. н. «Дом с Мефистофелем») 1910—1911.  памятник архитектуры (вновь выявленный объект)[12]. 26 августа 2015 года памятник был поврежден — неизвестные скололи с фронтона скульптурное изображение демона[13].
- Гатчинская улица, д.№ 19 — 21 — доходный дом. 1910—1913. Совместно с А. Л. Берлиным.

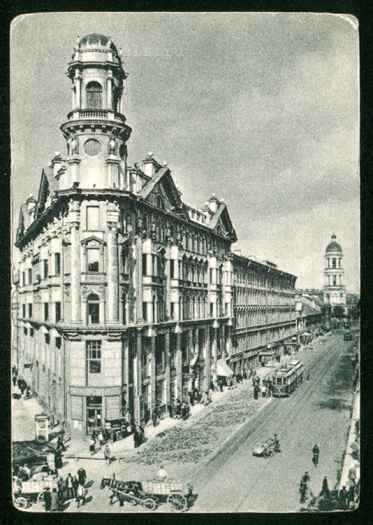
Дом у Пяти углов

- Чкаловский проспект, 31 / Плуталова улица, 2 / улица Всеволода Вишневского, 10 — доходный дом Б. Я. Купермана.. 1911—1913.
- Литейный проспект, д.№ 47 / улица Белинского, д.№ 13 — доходный дом Ш. З. Иофа.
- Апраксин переулок, д.№ 4 — доходный дом с конторскими помещениями В. В. Корелина. 1912—1913. Включён существовавший дом.
- Большая Зеленина улица, д.№ 29 — доходный дом. 1912.
- Улица Литераторов, д.№ 15 — доходный дом. 1912—1913. Совместно с Н. М. Никифоровым.
- Широкая ул. (ныне ул. Ленина, д.№ 41 / Полозова улица, д.№ 28 — доходный дом А. Л. Лишневского. 1912—1913. При участии С. Я. Турковского.
- Улица Белинского, д.№ 11 — доходный дом. 1912—1913.
- 6-я линия, д.№ 47, правая часть — доходный дом. 1912—1913
- Загородный проспект, д. № 11 / улица Рубинштейна, д.№ 40 — доходный дом Ш. З. Иоффа (1913—1914 — на фото) — архитектурная доминанта Пяти углов
- Загородный проспект, д.№ 24 — доходный дом Ш. З. Иоффа. Перестройка. 1913—1914.
- Лиговский проспект, д.№ 91 / Свечной переулок, д.№ 27 — доходный дом А. Л. Сагалова. 1913—1914.
- Набережная Фонтанки, д.№ 131 / Большая Подьяческая улица, д.№ 36 — доходный дом С. И. и Б. И. Марголиных. 1914. Включен существовавший дом.
- Колокольная улица, д.№ 8 — доходный дом А. Л. Лишневского. Перестройка. 1914—1916.

##### Дом городских учреждений

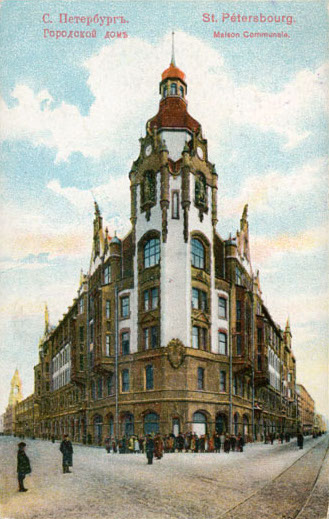
«Городской дом» («Дом городских учреждений») на углу Вознесенского проспекта и Садовой улицы в Санкт-Петербурге

Дом городских учреждений (1904—1906) расположен на углу Садовой улицы и Вознесенского проспекта. Здание предназначалось для отделений городской управы. Построенное в стиле модерн, оно включает элементы английской готики. Корпуса строения расположены вокруг овального двора. Эркеры, башенки, шпицы завершаются высокой, хорошо видной издалека, угловой башней. Здание было прекрасно вписано в городскую среду: силуэт угловой башни перекликался с восьмигранной пожарной каланчой бывшего съезжего дома Спасской части (Садовая ул., 58), (архитекторы А. Я. Андреев, В. Е. Морган), в перспективе Вознесенского проспекта ему отвечала колокольня Вознесенской церкви (1769, арх. Ринальди, снесена в 1935 году), а в панораме Садовой — купола храма Успения на Сенной (построен в 1753—1765, разобран в 1961).
Является объектом исторического и культурного наследия федерального (общероссийского) значения.
Важная городская доминанта.

#### Послереволюционный (ленинградский) период
1) Жилые дома:
- Жилые дома в Автове (пр. Стачек, дд. 86 и 88)
- 8-я Советская улица, д. 8 (дом с общежитием, магазинами, детским садом)
- Невский проспект, д. 141
- Проспект Обуховской Обороны, д. 19
- 8-я Советская улица, д. 17 (1935—1939)

2) Школы и училища :
- 8-я Советская улица, д. 58
- Благодатная улица, 45
- Батайский переулок, д. 6 (1936)

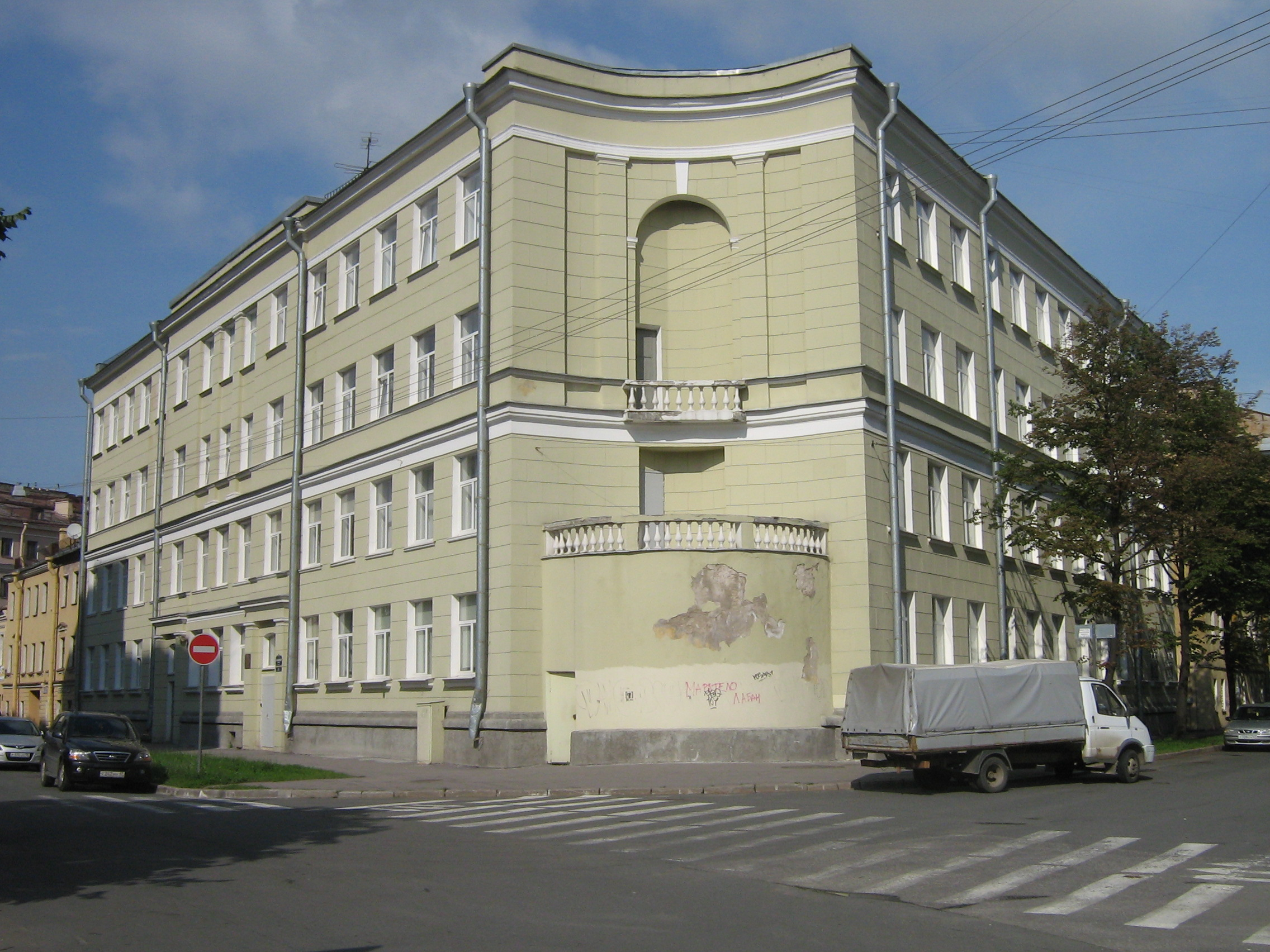
Здание средней школы в Батайском переулке

- Вознесенский проспект, д. 38 (1936)
- Воронежская улица, д. 42 (1936)
- Набережная канала Грибоедова, д. 76
- Проспект Римского-Корсакова, д. 4 (1936—1938)
- Московский пр., д. 80 (училище) (1936)